# Pròcer del Regne
Pròcer del Regne és un títol honorífic del Regne d'Espanya, creat amb l'Estamento de Próceres per l'Estatut Reial de 1834:
| « | Art. 6. La dignitat de Pròcer del Regne és hereditària dels Grans d'Espanya. Art. 7. El Rei escull i nomena els altres pròcers del Regne, dignitat dels quals és vitalícia. (...) Art. 10. La dignitat de Pròcer del Regne es perd únicament per incapacitat legal, en virtut de sentència per la qual s'hagi imposat pena infamatòria. | » |

Amb diferents denominacions i funcions, la institució parlamentària que servia com a Cambra alta va continuar existint fins al 1931. La seva supressió durant la Segona República Espanyola, i la seva no continuïtat durant el franquisme, va buidar el títol de tot contingut efectiu en tant que poder polític. El Senat que es va constituir el 1977 incloïa senadors de designació reial, però no vitalicis, ni amb cap mena de títol hereditari associat. La institució posterior, regulada per la Constitució espanyola de 1978, no inclou senadors de designació reial.
El títol de Pròcer del Regne comportava el tractament d'Il·lustríssim Senyor.
La dignitat de Pròcer del Regne està just per sota del de Grandesa d'Espanya en la jerarquia de la noblesa d'Espanya.